# Live at the Midem
Live at the Midem, ook wel Ahmad Jamal & Gary Burton in concert is een livealbum van Ahmad Jamal en Gary Burton. Het is opgenomen tijdens het concert van 26 januari 1981 in het Palais des Festivals et des Congrès in Cannes ter gelegenheid van de Midem-beurs.

## Musici
- Ahmad Jamal – piano
- Gary Burton – vibrafoon
- Sabu Adeyola – bas
- Payton Crossley – slagwerk

## Muziek
| Nr. | Titel                                         | Duur  |
| --- | --------------------------------------------- | ----- |
| 1.  | Introductie                                   | 0:56  |
| 2.  | Morning of the carnival (Luis Bonfa)          | 10:55 |
| 3.  | One (Sigidi Abdullah)                         | 9:53  |
| 4.  | Bogata (Richard Evans)                        | 10:36 |
| 5.  | Tones for Joan’s bones (Chick Corea)          | 4:41  |
| 6.  | Autumn leaves (Jacques Prévert, Joseph Kosma) | 6:00  |